# Rhytidoidea
Rhytidoidea Pilsbry, 1893 è una superfamiglia di molluschi gasteropodi dell'ordine Stylommatophora. È l'unica superfamiglia dell'infraordine Rhytidoidei.

## Tassonomia
Comprende le seguenti famiglie:
- Acavidae Pilsbry, 1895
- Caryodidae Connolly, 1915
- Clavatoridae Thiele, 1926
- Dorcasiidae Connolly, 1915
- Macrocyclidae Thiele, 1926
- Megomphicidae H.B. Baker, 1930
- Rhytididae Pilsbry, 1893
- Strophocheilidae Pilsbry, 1902